# Yu Myung-hwan
Yu Myung-hwan (* 8. April 1946) ist ein südkoreanischer Diplomat und Politiker.

## Leben
Nach dem Schulbesuch studierte er an der Fakultät für Öffentliche Verwaltung der Seoul National University und beendete dieses Studium mit der Graduierung im Februar 1970. Im Juli 1973 trat er in den Diplomatischen Dienst. Während dieser Zeit absolvierte er ein Postgraduiertenstudium am Institut für Sozialwissenschaften in Den Haag, das er im Juli 1974 abschloss. 

## Diplomatische Laufbahn
Im Februar 1976 wurde er Dritter Sekretär an der Botschaft in Japan. Nach seiner Rückkehr war er zwischen Dezember 1979 und Juli 1981 Assistenzsekretär im Büro der damaligen Präsidenten Choi Kyu-ha und Chun Doo-hwan. Anschließend fand er eine Verwendung als Erster Sekretär an der Botschaft in Singapur und danach von Juni 1983 bis Mai 1985 als Botschaftsrat (Counsellor) an der Botschaft in Barbados.
Nach seiner Rückkehr wurde er erneut Assistenzsekretär im Büro von Präsident Chun Doo-hwan, ehe er im September 1986 Direktor der Nordamerika-Abteilung im Büro für Amerikanische Angelegenheiten des Außenministeriums wurde. Zwischen Januar und Oktober 1988 war er Exekutivsekretär von Außenminister Choi Kwang-soo und im Anschluss Botschaftsrat an der Botschaft in den USA. Im Dezember 1991 kehrte er ins Außenministerium zurück, wo er Stellvertretender Generaldirektor des Büros für Amerikanische Angelegenheiten wurde. Nach knapp neunmonatiger Tätigkeit in dieser Funktion wurde er im August 1992 Sprecher des Außenministeriums.
Im Januar 1994 erfolgte seine Ernennung zum Gesandten an der Ständigen Vertretung Südkoreas bei den Vereinten Nationen in New York. Bereits im März 1995 kehrte er nach Seoul zurück und wurde Sekretär für Auswärtige Angelegenheiten von Präsident Kim Young-sam, ehe er zwischen März 1996 und April 1998 Generaldirektor des Büros für Amerikanische Angelegenheiten im Außenministerium war. Im April 1998 erfolgte seine Entsendung als Gesandter an die Botschaft in den USA, bis er im August 2001 Sonderberater des Ministers für Auswärtige Angelegenheiten und Handel, Han Seung-soo, wurde. Im Dezember 2001 berief ihn Außenminister Han Seung-soo zum Botschafter für Afghanische Angelegenheiten und Terrorismusbekämpfung.
Im März 2002 wurde Yu Myung-hwan Botschafter in Israel und im Anschluss von März 2004 bis Juli 2005 Botschafter auf den Philippinen. Im Juli 2005 kehrte er nach Seoul zurück, wo er bis März 2007 unter den Ministern für Auswärtiges und Handel, Ban Ki-moon und Song Min-soon, Vizeminister für Auswärtige Angelegenheiten war. Anschließend erfolgte seine Entsendung als Botschafter nach Japan.

## Außenminister Südkoreas
Am 29. Februar 2009 wurde er von Präsident Lee Myung-bak schließlich als Nachfolger von Song Min-soon zum Minister für Auswärtige Angelegenheiten und Handel im Kabinett von Han Seung-soo ernannt. Am 4. September 2010 bot er nach Medienberichten über Vetternwirtschaft, in Bezug auf die Anstellung seiner Tochter im Ministerium, seinen Rücktritt an. Sein Nachfolger als Minister für Auswärtige Angelegenheiten wurde am 1. Oktober 2010 Kim Sung-hwan.